# Судьба: Сага Винкс
«Судьба: Сага Винкс» (англ. Fate: The Winx Saga) — фэнтезийный подростковый веб-сериал, основанный на мультсериале «Клуб Винкс», созданном Иджинио Страффи. Производится компанией Archery Pictures совместно со студией Rainbow, совладельцами которой являются Иджинио Страффи и Paramount Global. Страффи также выступает в качестве исполнительного продюсера наряду с шоураннером и создателем проекта Брайаном Янгом. В главных ролях: Эбигейл Коуэн, Ханна ван дер Вестхайзен, Прешес Мустафа, Элиот Солт, Элиша Эпплбаум, Дэнни Гриффин, Сэди Совералл, Фредди Торп, Ева Бертистл, Роберт Джеймс-Колльер, Ив Бест, Лесли Шарп, Тео Грэхэм, Джейкоб Дадмен, Кен Дюкен, Брэндон Грейс, Инна Хардвик, Миранда Ричардсон и Паулина Чавес.
Первый сезон вышел на стриминговом сервисе Netflix 22 января 2021 года и был просмотрен 57 миллионами зрителей за первые 28 дней после релиза. 18 февраля 2021 года сериал был продлён на второй сезон, премьера которого состоялась 16 сентября 2022 года. Через два дня он занял первое место в 76 странах, а общее количество просмотренных часов составило 49 миллионов. 1 ноября 2022 года сериал был закрыт после второго сезона. 22 февраля 2023 года стало известно, что сериал получит продолжение в виде комиксов от издательства Mad Cave Studios.
Страффи планировал адаптировать «Клуб Винкс» в живом действии ещё в 2011 году. Прежде чем начать производство этого проекта, он приобрёл опыт работы с телевизионными шоу в прямом эфире, работая продюсером сериала Club 57. Основные съёмки сериала начались в сентябре 2019 года в Ирландии. По словам Иджинио, сериал рассчитан на взрослых поклонников мультсериала.

## Сюжет
Первый сезон
В волшебный колледж Алфея приезжают обучаться феи и специалисты со всего иного мира, чтобы научиться контролю магии и боевым искусствам. В центре сюжета пять учениц, которые становятся соседками по комнате: Блум, Стелла, Муза, Аиша и Терра. Когда древнее, давно побеждённое зло внезапно появляется за стенами школы, пять фей вынуждены испытать собственные силы в борьбе с могущественным врагом. Юным девушкам предстоит раскрыть несколько тайн, которые полностью изменят их представление о истории иного мира.
Второй сезон
Студенты переживают события первого учебного года и пытаются принять новый режим. После исчезновения сожжённых и Фары Даулинг, а также заключения Сола Сильвы в тюрьму за государственную измену, Алфея снова в строю под воинственным руководством бывшей директрисы Розалинды Хейл. Блум и её подруги принимают в свои ряды земную фею Флору, кузину Терры и Сэма. Когда феи начинают пропадать по ночам, девушки обнаруживают серьёзную угрозу, скрывающуюся в тени, которую им придётся остановить, прежде чем она посеет хаос во всём потустороннем мире.

## В ролях

### Основной состав
= Главная роль в сезоне
     = Второстепенная роль в сезоне
     = Гостевая роль в сезоне
     = Не появляется
     = Хроника
| Эбигейл Коуэн                          | Блум Питерс      | 6 | 7 | 13 |
| Ханна ван дер Вестхайзен               | Стелла           | 6 | 7 | 13 |
| Прешес Мустафа                         | Аиша             | 6 | 7 | 13 |
| Элиот Солт                             | Терра Харви      | 6 | 7 | 13 |
| Элиша Эпплбаум                         | Муза             | 6 | 7 | 13 |
| Дэнни Гриффин                          | Скай             | 6 | 7 | 13 |
| Сэди Совералл                          | Беатрикс Дэниелс | 6 | 7 | 13 |
| Фредди Торп                            | Ривен            | 6 | 7 | 13 |
| Ева Бертистл                           | Ванесса Питерс   | 3 | 1 | 4  |
| Роберт Джеймс-Колльер                  | Сол Сильва       | 6 | 7 | 13 |
| Ив Бест                                | Фара Даулинг     | 6 | 1 | 7  |
| Лесли Шарп Миранда Ричардсон (2 сезон) | Розалинда Хейл   | 3 | 5 | 8  |
| Тео Грэхэм                             | Дэйн             | 6 | 6 | 12 |
| Джейкоб Дадмен                         | Сэм Харви        | 5 | 3 | 8  |
| Кен Дюкен                              | Андреас          | 2 | 4 | 6  |
| Брэндон Грейс                          | Грей Оуэнс       |   | 7 | 7  |
| Инна Хардвик                           | Себастьян Валтор |   | 7 | 7  |
| Паулина Чавес                          | Флора            |   | 6 | 6  |
| Всего эпизодов                         | Всего эпизодов   | 6 | 7 | 13 |

- Блум Питерс — фея огня дракона, воспитанная на Земле приёмными родителями, подменыш, девушка Ская.
- Стелла — фея света, принцесса Солярии, бывшая девушка Ская, дочь королевы Луны.
- Аиша — фея воды, спортсменка родом с Андроса, обладающая практическим мышлением.
- Терра Харви — фея земли, дочь профессора Бена Харви, сестра Сэма и кузина Флоры, девушка Кэт.
- Муза — фея разума, эмпат, бывшая девушка Сэма. Желает стать специалистом.
- Скай — специалист, приёмный сын Сильвы, бывший парень Стеллы, любовный интерес Блум и сын Андреаса.
- Беатрикс Дэниелс — фея воздуха, также управляющая электричеством. Приёмная дочь Андреаса, бывшая девушка Ривена, сестра Изобель и Дарси.
- Ривен — специалист, лучший друг Ская, бывший парень Беатрикс.
- Ванесса Питерс — приёмная мать Блум, жена Майка.
- Сол Сильва — наставник специалистов, опекун Ская.
- Фара Даулинг — директриса Алфеи, одна из самых могущественных фей иного мира.
- Розалинда Хейл — бывшая директриса Алфеи, загадочно связанная с Блум. Вернувшись на свою должность, пыталась спровоцировать войну против кровавых ведьм.
- Дэйн — специалист, влюблённый в Ривена. Встречается с Люком.
- Сэм Харви — фея земли, обладает способностью проходить сквозь стены и объекты. Брат Терры, сын профессора Бена Харви, кузен Флоры, бывший парень Музы.
- Андреас — биологический отец Ская, знаменитый военный герой, приёмный отец Беатрикс.
- Грей Оуэнс — кровавая ведьма и любовный интерес Аиши, под прикрытием обучался в Алфее как специалист.
- Себастьян Валтор — лидер кровавых ведьм, бывший специалист и выпускник Алфеи.
- Флора — фея земли, кузина Терры и Сэма. Прибыла в Алфею из Линфеи посреди учебного года, чтобы помочь родственникам.

### Второстепенный состав
| Джош Каудери                         | Майк Питерс        | 2 | 1 | 3  |
| Алекс Маккуин Дэниел Беттс (2 сезон) | Бен Харви          | 6 | 3 | 9  |
| Кейт Флитвуд                         | Луна               | 3 | 1 | 4  |
| Леа Минто                            | Кэт                | 4 | 6 | 10 |
| Шон Сагар                            | Марко              | 3 | 3 | 6  |
| Сара Джейн Сеймур                    | Нура               | 2 |   | 2  |
| Пом Бойд                             | Дорис              | 3 |   | 3  |
| Гарри Мичелл                         | Каллум Хантер      | 4 |   | 4  |
| Джейден Реври                        | Девин              |   | 3 | 3  |
| Джей Джей Баттелл                    | Люк                |   | 5 | 5  |
| Шамим Ахмад                          | Бавани Сельвараджа |   | 4 | 4  |
| Всего эпизодов                       | Всего эпизодов     | 6 | 7 | 13 |

- Майк Питерс — приёмный отец Блум, муж Ванессы.
- Бен Харви — преподаватель ботаники и работник оранжереи в Алфее, отец Терры и Сэма.
- Луна — королева Солярии, мать Стеллы.
- Кэт — специалист, девушка Терры.
- Марко — фея воздуха, солдат армии Солярии, является одним из лучших выпускников Алфеи.
- Нура — специалист, выпускница Алфеи, солдат армии Солярии.
- Дорис — работница столовой в Алфее.
- Каллум Хантер — ассистент мисс Даулинг.
- Девин — фея разума, студент Алфеи. Подвергся нападению скребков.
- Люк — специалист, парень Дэйна.
- Бавани Сельвараджа — командующая королевской армией Солярии.

## Производство

### Разработка
В 2011 году в интервью журналу Screen International Иджинио Страффи впервые упомянул, что надеется адаптировать «Клуб Винкс» в живом действии. На Ischia Global Fest в 2013 году аниматор и режиссёр заявил, что продолжает планировать проект с феями Винкс во плоти и крови, где играют настоящие актёры. «Рано или поздно это будет сделано» — сказал он. В то время Страффи работал только над анимационными проектами, поэтому в течение следующих нескольких лет он переключил своё внимание на живое действие. В феврале 2016 года Иджинио рассказал, что в сотрудничестве с Hollywood Gang Productions рассматривается концепция игрового фильма, но проект так и не вышел в свет. После работы в качестве продюсера шоу Club 57, Страффи объявил в марте 2018 года, что начинается производство адаптации мультсериала для более взрослой аудитории.
10 декабря 2020 года вышел тизер сериала, а 19 января 2021 года — официальный трейлер.
27 июля 2022 года Netflix объявил дату выхода продолжения сериала — 16 сентября 2022. 23 августа 2022 года в сети был опубликован трейлер ко второму сезону.
1 ноября 2022 года Netflix объявил, что сериал будет закрыт после второго сезона. 22 февраля 2023 года появилась информация, что издательство Mad Cave Studios выпустит комиксы по сериалу в качестве продолжения.

### Кастинг
В качестве кастинг-директора выступила Кейт Рингселл. Кастинг был проведён в августе 2019 года. 17 сентября 2019 года стало известно, что Эбигейл Коуэн сыграет главную роль в проекте. К основному актёрскому составу также присоединились Ханна ван дер Вестхайзен, Прешес Мустафа, Элиот Солт, Элиша Эпплбаум, Дэнни Гриффин, Сэди Совералл, Фредди Торп, Ева Бертистл, Роберт Джеймс-Колльер, Ив Бест и Лесли Шарп.
Тео Грэхэм, Джош Каудери, Алекс Маккуин, Гарри Мичелл, Джейкоб Дадмен, Кейт Флитвуд и Кен Дюкен сыграли роли второго плана.
20 июля 2021 года было объявлено, что Паулина Чавес, Брэндон Грейс и Инна Хардвик утверждены на роли для второго сезона. 27 июля 2022 года появилась информация о том, что во втором сезоне Лесли Шарп заменит Миранда Ричардсон, а Алекса Маккуина — Дэниел Беттс.

### Съёмки
Процесс съёмок сериала начался в Ирландии в сентябре 2019 года в Уиклоу и продлился до 13 декабря 2019. Брайан Янг, ранее занимающийся участием в написании сценария для сверхъестественной драмы «Дневники вампира», является шоураннером сериала. Основным местом съёмок первого сезона была студия Ashford Studios, где также снимался сериал «Викинги». Все сцены на территории колледжа Алфея снимали в здании Kilruddery House.
К съёмкам второго сезона приступили в Ирландии в июле 2021 года, а завершили в ноябре 2021.

### Саундтрек
Главным композитором сериала стала Энн Никитин. Официальный плейлист доступен на стриминговом музыкальном сервисе Spotify, который включает в себя 33 композиции различных исполнителей, среди которых: Дуа Липа, Граймс, Кеша, Tame Impala, M83, alt-J и многие другие. Netflix также выпустил персональные плейлисты для каждой из фей.
Для музыкального сопровождения трейлера и рекламной кампании ко второму сезону была выбрана композиция «Dark Side» от Neoni. Во втором сезоне была использована песня Тейлор Свифт «Wildest Dreams», когда Блум и Скай катались на лошади в поле.

## Сезоны
| Сезон | Сезон | Эпизоды | Оригинальная дата показа | Оригинальная дата показа |
| Сезон | Сезон | Эпизоды | Премьера сезона          | Финал сезона             |
| ----- | ----- | ------- | ------------------------ | ------------------------ |
|       | 1     | 6       | 22 января 2021           | 22 января 2021           |
|       | 2     | 7       | 16 сентября 2022         | 16 сентября 2022         |

## Список эпизодов

### Сезон 1 (2021)
| № общий | № в сезоне | Название                                                    | Режиссёр            | Автор сценария            | Дата премьеры  |
| --- | ---------- | ----------------------------------------------------------- | ------------------- | ------------------------- | -------------- |
| 1 | 1          | «В царство фей, к лесной воде» «To the Waters and the Wild» | Лиза Джеймс-Ларссон | Брайан Янг                | 22 января 2021 |
| В надежде научиться управлять своим магическим даром, шестнадцатилетняя земная девушка Блум начинает занятия в Алфее, школе-интернате для фей и специалистов. Директриса рассказывает ей о программе обучения, а также о истории и порядках иного мира. Блум заселяется в апартаменты «Винкс» и знакомится со своими соседками — второкурсницей Стеллой и первокурсницами Аишей, Музой и Террой. Учителей начинают преследовать мысли о возвращении Сожжённых. На вечеринке Блум покидает территорию школы и уходит в лес, где пробуждает силы и теряет контроль. На помощь ей приходит Аиша. Увидев могущество Блум, Аиша делится своим предположением о том, что та является подменышем и родители ей неродные. Стелла временно даёт Блум своё волшебное кольцо, открывающее порталы. Блум не упускает шанс им воспользоваться и возвращается на Землю, чтобы увидеть семью. На обратном пути девушка сталкивается с Сожжённым, но её успевает спасти мисс Даулинг. Загадочная студентка Беатрикс проникает в амбар и применяет магию на Сожжённом, ранее скованном директрисой.                |            |                                                             |                     |                           |                |
| 2 | 2          | «Здесь нет чужих» «No Strangers Here»                       | Лиза Джеймс-Ларссон | Спид Уид                  | 22 января 2021 |
| Даулинг признаётся Блум в том, что она действительно является подменышем, но также ничего не знает о её настоящих родителях. Когда Стелла узнаёт о пропаже кольца, она манипулирует Блум, Террой и Скаем, чтобы они помогли ей в его поисках. Беатрикс и Ривен объединяются ради того, чтобы пробраться в кабинет Даулинг. Преподаватели приходят к решению увезти Сожжённого в более надёжную тюрьму, которая находится в столице Солярии. Блум и её подруги отправляются к амбару, чтобы вернуть кольцо Стеллы, но выясняется, что Сожжённый сбежал. Терра и Муза помогают раненому Сильве. Блум слышит таинственный голос и уходит в лес, где встречает сбежавшего монстра. Аиша успевает спасти Блум и вместе они возвращают кольцо назад. Муза начинает испытывать симпатию к одному из студентов. Чуть позже она узнаёт, что он родной брат Терры. Сильва рассказывает профессору и директрисе, что кто-то выпустил Сожжённого нарочно. |            |                                                             |                     |                           |                |
| 3 | 3          | «Глупые надежды смертных» «Heavy Mortal Hopes»              | Ханна Куинн         | Виктория Бата             | 22 января 2021 |
| К Блум приходит видение от феи, которая оставила её в мире людей. Сожжённого пытаются отследить лучшие выпускники Алфеи, чтобы предотвратить полное заражение Сильвы. В школе намечается вечеринка. Терра пытается сблизиться с Дэйном, а сам он оказывается в неблагоприятной компании Ривена и Беатрикс. Ривен рассказывает Блум о том, что Стелла ослепила бывшую подругу Рики, после того, как она флиртовала со Скаем. Беатрикс жертвует Каллумом и обезвреживает ловушку Даулинг, тем самым открывая доступ в тайный подвал. Даулинг делится с Блум информацией о фее Розалинде из её видения. Скай решается самостоятельно убить Сожжённого ради спасения Сильвы вместе с Блум. К ним присоединяются Стелла, Аиша, Муза и Терра. Феи совместно используют силы, но окончательно монстра убивает лишь мисс Даулинг. Беатрикс испытывает неудачу и обнаруживает в подвале другой барьер, а затем убивает парализованного Каллума. Выясняется, что на самом деле Розалинда жива и находится в заточении за тем самым барьером.                                                                |            |                                                             |                     |                           |                |
| 4 | 4          | «Измученный ангел» «Some Wrecked Angel»                     | Ханна Куинн         | Николь Р. Леви            | 22 января 2021 |
| Королева Луна наносит визит в Алфею с важным сообщением о возвращении Сожжённых. Она недовольна успехами своей дочери Стеллы и решает забрать её из школы вопреки желанию Даулинг. Тем временем, учителя начинают расследование смерти Каллума. Блум узнаёт об этом от Аиши и продолжает искать ответы о своём происхождении в школе с помощью Беатрикс. Вместе они проникают в командный пункт, а после направляются в Астер Делл. Беатрикс рассказывает Блум правду о уничтожении города, а также о тёмных секретах учителей и королевы. Прежде чем Блум успевает получить больше информации, Даулинг заключает под стражу Беатрикс. Муза признаётся Терре, что они с Сэмом встречаются. После слов Беатрикс, Блум теряет доверие к директрисе. |            |                                                             |                     |                           |                |
| 5 | 5          | «Посмотреть в глаза правде» «Wither Into the Truth»         | Стивен Вульфенден   | Виктория Бата, Сара Хупер | 22 января 2021 |
| Блум прибегает к помощи Дэйна, чтобы связаться с Беатрикс. В Алфее начинается специальная военная подготовка. Сильва требует от Ская, чтобы тот докладывал о намерениях Блум. Беатрикс обещает рассказать Блум о том, где находится Розалинда, но взамен просит свободы. Скай делится с Блум историей прошлого и они отдаются поцелую. Ранее Блум случайно даёт Скаю выпить снотворное, но затем понимает, что так он ей не станет мешать. Стелла рассказывает Музе о хладнокровии матери и правде в ситуации с Рики. Терра и Аиша придумывают план о разоблачении совместных действий Дэйна и Блум. Директриса говорит Блум правду о произошедшем в Астер Делле. Аиша выдаёт план подруг учителям, желая защитить их. Блум выпускает на свободу Беатрикс, а Стелла с помощью неё обезвреживает ловушку Даулинг. |            |                                                             |                     |                           |                |
| 6 | 6          | «Одержимое сердце» «A Fanatic Heart»                        | Стивен Вульфенден   | Брайан Янг                | 22 января 2021 |
| Блум освобождает Розалинду, которая сообщает ей о том, что жители Астер Делла являлись кровавыми ведьмами и её биологические родители могут быть живы. Монстр проникает в школу и ранит Сэма. Дэйн находит парализованную Беатрикс и вместе с Ривеном пытается помочь ей. Скай и Стелла ставят финальную точку в их отношениях. Сильва решается сказать Скаю правду о смерти его отца. Блум трансформируется в фею, побеждает Сожжённых и возвращает им прежнее человеческое обличие. Беатрикс предлагает Ривену и Дэйну участие в осуществлении их с Розалиндой дальнейшего плана. Вместе со своими подругами, Блум возвращается в Гардинию к родителям с разговором. Королева арестовывает Сильву за покушение на жизнь Андреаса, который на самом деле был жив и скрывался, воспитывая Беатрикс. Розалинда рассказывает Даулинг древнюю легенду о пламени дракона, пылающего внутри Блум и создавшего Сожжённых. Розалинда убивает Даулинг и возвращается на должность директрисы. В Алфее происходит смена власти. Винкс возвращаются в иной мир, не представляя того, какие новости их ждут. |            |                                                             |                     |                           |                |

### Сезон 2 (2022)
| № общий | № в сезоне | Название                                                               | Режиссёр         | Автор сценария        | Дата премьеры    |
| --- | ---------- | ---------------------------------------------------------------------- | ---------------- | --------------------- | ---------------- |
| 7 | 1          | «Низколетящая паническая атака» «Low-Flying Panic Attack»              | Эд Базалгетт     | Брайан Янг            | 16 сентября 2022 |
| После освобождения из стазиса, Розалинда начинает вносить корректировки в процесс обучения фей и специалистов. Ученикам не нравится новый режим Алфеи, поэтому в колледже сохраняется напряжённая обстановка. Возникают слухи об исчезновении ряда студентов. Аиша знакомится со специалистом Греем и проявляет к нему симпатию. Скай переживает ситуацию с Андреасом и Сильвой. Стелла тайно начинает следить за ним, используя магию невидимости, но её раскрывает Беатрикс, недовольная своим нынешним положением. Винкс планируют рискованную миссию по освобождению Сильвы и вместе у них получается осуществить план. Розалинда ограничивает магию Стеллы, а также запрещает покидать территорию Алфеи. Сильва просит отвезти его к старому другу Себастьяну, являющегося владельцем магазина земных товаров в Блэкбридже, чтобы попросить у него временное укрытие. Скай всё еще не хочет разговаривать с Солом. Беатрикс и Стелла сближаются, а Блум пытается завоевать доверие Розалинды. Девину, на которого напали скребки, удаётся сбежать от рук директрисы и сообщить о случившемся. |            |                                                                        |                  |                       |                  |
| 8 | 2          | «Унесённые ветром» «Taken by the Wind»                                 | Эд Базалгетт     | Виктория Бата         | 16 сентября 2022 |
| Терра пытается выяснить, что случилось с Девином и встречает в лесу кузину Флору. В Алфее девушки знакомятся с новой соседкой их апартаментов. Ривен проявляет интерес к Флоре, что настораживает Терру. Скай начинает больше выкладываться на тренировках. Блум добывает информацию о планах Розалинды и рискует потерять её доверие. Чтобы понять мёртвый язык из магической книги Розалинды, которую обнаружила Блум, необходимо достать перевод в доме Ская. Андреас навещает Себастьяна с угрозами. Во время вылазки за пределы кампуса Скай рассказывает Блум о своём детстве. Аиша сталкивается со страхом открыться Грею. Муза все чаще прибегает к использованию магии, чтобы успокоить Сэма и его поведение становится странным. Флоре удаётся пробудить Девина, но это приводит к трагичным последствиям. Андреас приезжает в дом Ская, чтобы найти зацепки о местонахождении Сильвы и вместе с Ривеном и Дэйном устраивает поджог. Винкс занимаются расшифровкой символов, что приводит их к открытию новой тайны. Беатрикс сдаёт Ривена директрисе. Сильва возвращается в Алфею и встречается со Скаем. |            |                                                                        |                  |                       |                  |
| 9 | 3          | «Твоя новообретённая популярность» «Your Newfound Popularity»          | Сэлли Апрахамиан | Аманда Розенберг      | 16 сентября 2022 |
| Алфея готовится к банкету для выпускников, на котором Стелла полна решимости раскрыть истинное лицо Розалинды. После предательства Беатрикс, Ривен обозначает границы в отношениях с Дэйном. Директриса приглашает Блум на VIP-ужин и просит её поддержки для окончательного утверждения на свой пост. Флора и Аиша проникают в восточное крыло, чтобы найти доказательства тёмных дел Розалинды. Артур, дядя Стеллы, напивается и устраивает скандал. Когда Стелла решается рассказать всю правду, Розалинда сообщает, что на фей нападают тёмные существа, призванные кровавыми ведьмами с целью украсть их магию. Сэм хочет раз и навсегда покончить с новой директрисой, но его план срывается. Он расстаётся с Музой и вместе с отцом покидает Алфею, не в силах больше иметь дело со сложившейся ситуацией в колледже. Розалинда рассказывает гостям о силе огня дракона, которую хранит Блум и называет её ключом к спасению иного мира. Сильва получает помилование. После мероприятия, на Беатрикс нападают скребки. |            |                                                                        |                  |                       |                  |
| 10 | 4          | «За час до падения дьявола» «An Hour Before the Devil Fell»            | Эд Базалгетт     | Талия Гонзалез        | 16 сентября 2022 |
| Через три дня после исчезновения Беатрикс, Андреас планирует обменять её на Марко, не менее могущественную фею и договориться с кровавыми ведьмами, однако попадает в ловушку. Аиша и Грей выходят на новый уровень в их отношениях. У Флоры происходит конфликт с Террой из-за её слов о Ривене. Вечеринка в городском пабе прерывается тревожными новостями о Беатрикс. Скай, Ривен и Муза пытаются спасти её. Скребки лишают Музу магии. Андреас, которого подчинили себе кровавые ведьмы, сражается со Скаем и Сильвой. Скай вынужден убить его, чтобы спасти жизнь Сола. Блум узнаёт, что кровавой ведьмой является Себастьян, но не вступает с ним в бой после его слов о её биологических родителях. Терра совершает каминг-аут Флоре как лесбиянка и они начинают ладить между собой. Беатрикс приходит в себя и понимает, что лишилась волшебных сил. Ривен на руках приносит раненую Музу в Алфею и просит помощи. |            |                                                                        |                  |                       |                  |
| 11 | 5          | «Ты хорошая или плохая ведьма?» «Are You a Good Witch or a Bad Witch?» | Сэлли Апрахамиан | Ванесса Джеймс Бентон | 16 сентября 2022 |
| Блум, Розалинда и Сильва со своими солдатами объединяются для обмана Себастьяна, пока он не отменяет запланированную встречу. Терра признаётся остальным девочкам, что является лесбиянкой. Винкс пытаются использовать конвергенционный кристалл, чтобы вернуть магию Музы, но этот метод не срабатывает, поскольку Муза счастлива быть свободной от своего дара, в чём сама признаётся Ривену. Аиша рассказывает о побочном эффекте взаимодействия с кристаллом и у фей возникает серьёзная проблема. Блум заключает рискованную сделку с Себастьяном в обмен на информацию о её прошлом. Себастьян сообщает ей, что Розалинда убила директрису Фару Даулинг. Выясняется, что Грей один из кровавых ведьм. Когда Блум возвращается в Алфею, Розалинда нападает на неё, но Блум теряет контроль и убивает директрису огнём дракона. |            |                                                                        |                  |                       |                  |
| 12 | 6          | «Бедные несчастные души» «Poor Unfortunate Souls»                      | Дэвид Мур        | Шейна Фьюелл          | 16 сентября 2022 |
| Королева Луна публично объявляет Себастьяна Валтора и других кровавых ведьм виновными в смерти Розалинды и в итоге объявляет им войну. Блум должна предстать перед судом за убийство директрисы. Чтобы найти подтверждение заявлению о самообороне, Флора и Терра безуспешно пытаются найти тело Даулинг. Стелле и Аише не удаётся защитить подругу и её мать приговаривает Блум к заключению в стазис на двадцать лет. Луна хвалит Стеллу за приложенные усилия и снимает с неё ограничитель магии, но в ответ принцесса даёт понять, что выберет друзей вместо титула и привилегий, если дело дойдет до этого. Специалисты совершают неудачный набег на убежище Себастьяна. Аиша узнает о том, что Грей – кровавая ведьма. Он присоединяется к лидеру Себастьяну. Флора выясняет, что растение, извлеченное с кладбища, содержит духовную сущность Даулинг. Фара освобождает Блум и дает своим ученицам последний урок о магии трансформации, после чего её дух исчезает навсегда. Беатрикс помогает Себастьяну и кровавым ведьмам вторгнуться на территорию Алфеи. |            |                                                                        |                  |                       |                  |
| 13 | 7          | «Все дикие ведьмы» «All the Wild Witches»                              | Дэвид Мур        | Грегори Локлир        | 16 сентября 2022 |
| Кровавые ведьмы захватывают Алфею, берут в плен несколько фей, в том числе Флору, и лишают их магии. В обмен на предоставленную помощь, Себастьян рассказывает Беатрикс информацию о её семье. К Блум приходят видения, которые она отображает на бумаге. Себастьян использует Ская в качестве заложника, чтобы заставить Блум отдать ему огонь дракона. Беатрикс обнаруживает, что Себастьяну нужна эта сила для открытия врат в царство тьмы, где он попросит сущность, известную как тень, воскресить всех погибших в Астер Делле. Себастьян говорит Блум, что та родилась тысячу лет назад во время древней войны. У её матери также был огонь дракона, над которым она потеряла контроль, убив тысячи людей. Из-за чувства вины, мать поместила Блум в стазис и изгнала себя. Флора жертвует собой и вводит себе яд, тем самым притягивая скребков. Беатрикс убивает Ская и останавливает сделку Блум и Себастьяна. Грей возвращает Ская к жизни, но Себастьян убивает Беатрикс. Аиша, Стелла и Терра трансформируются в фей и вместе с Блум уничтожают врага. К Музе и остальным феям возвращается магия, а специалисты выходят из-под контроля кровавых ведьм, покидающих Алфею. Блум понимает, что Себастьян уже открыл портал и планирует войти туда, чтобы запечатать его изнутри. На кладбище, где Стелла прощается с Беатрикс, появляется тень. В царстве тьмы Блум находит свою биологическую мать. |            |                                                                        |                  |                       |                  |

## Реакция и восприятие

### Оценки критиков
На сайте-агрегаторе Rotten Tomatoes сериал получил рейтинг одобрения 35 % на основе 17 рецензий критиков со средним баллом 5,33/10.
Главный телевизионный критик журнала Variety Кэролайн Фрамке в своём обзоре назвала сериал мешаниной из клише — как будто взяли «Гарри Поттера», пропустили через «Милых обманщиц» и всё это помножили на «Голодные игры».
Обозреватель сайта Decider Джоэл Келлер также дал невысокую оценку сериалу, заметив при этом, что в сущности в нём нет ничего ужасного, равно как и ничего выдающегося.

### Противоречия
Сериал вызвал негативную реакцию по поводу выбора Элиши Эпплбаум на роль Музы, которая в первоначальном источнике являлась восточной азиаткой и чей дизайн персонажа был основан на актрисе Люси Лью, а также из-за очевидной замены Флоры, являющейся латиноамериканкой, основанной на Дженнифер Лопес, на новую светлокожую героиню Терру.
В ответ на обвинения в вайтвошинге, Эбигейл Коуэн объяснила, что не участвует в процессе кастинга, но надеется, что Флора будет представлена во втором сезоне, сказав: «Я действительно думаю, что разнообразие как перед камерой, так и за ней жизненно важно и крайне необходимо во всей отрасли и на международном уровне. Поэтому я думаю, что важно, чтобы у нас были эти разговоры». Брайан Янг отметил, что Терра — кузина Флоры, поэтому включение её в шоу остаётся возможным. Элиша Эпплбаум, исполнительница роли Музы, также высказалась на этот счёт: «Очень грустно видеть, что фанаты были расстроены кастингом. Я не участвовала в кастинге, но надеюсь, что то, что они увидели, и то, как я изобразила Музу, им понравилось», — сказала актриса Digital Spy.
Иджинио Страффи рассказал, что Rainbow S.p.A. требовала, чтобы этническое разнообразие, показанное в мультсериале «Клуб Винкс» уважалось в адаптации живого действия, но Netflix предпочёл сделать другой выбор.

## Новеллизация и книги
2 февраля 2021 года была выпущена книга под названием «Путь феи» (англ. The Fairies' Path), повествующая о событиях первого сезона и включающая в себя бонусные сцены, которые решили не включать в финальную версию сериала. Автором новеллизации выступила Сара Риз Бреннан под именем Ава Корриган. Слоган книги — «Чем сильнее эмоции, тем сильнее магия».
7 июля 2021 года книга «Судьба: Сага Винкс. Путь феи» поступила в продажу на территории России и стран СНГ, тиражом 4000 экземпляров.
24 марта 2021 года во Франции поступило в продажу визуальное руководство, рассказывающее больше подробностей о сериале.
В августе 2022 года состоялся релиз книги Сары Риз Бреннан «Зажигая огонь» (англ. Lighting the Fire), являющейся приквелом основной истории сериала. В книге содержится предыстория главных персонажей.